# Laetinaevia longispora
Laetinaevia longispora är en svampart som tillhör divisionen sporsäcksvampar, och som beskrevs av Burghard Hein. Laetinaevia longispora ingår i släktet Laetinaevia, och familjen Dermateaceae. Arten är reproducerande i Sverige.